# 特莎·华莱士
特莎·华莱士（英語：Tessa Wallace，1993年9月9日—），澳大利亚女子游泳运动员。她曾代表澳大利亚参加2010年和2014年英联邦运动会游泳比赛，获得一枚银牌。她也曾参加2012年夏季奥林匹克运动会。